# Fort de Shinkakasa
Fort de Shinkakasa, también llamado Fort Boma, fue una fortificación construida en el Estado Libre del Congo entre 1891 y 1909 para defender y regular el acceso al Río Congo. Se encuentra a un kilómetro y medio de Boma, que para entonces era la capital de aquel estado colonial.

## Diseño

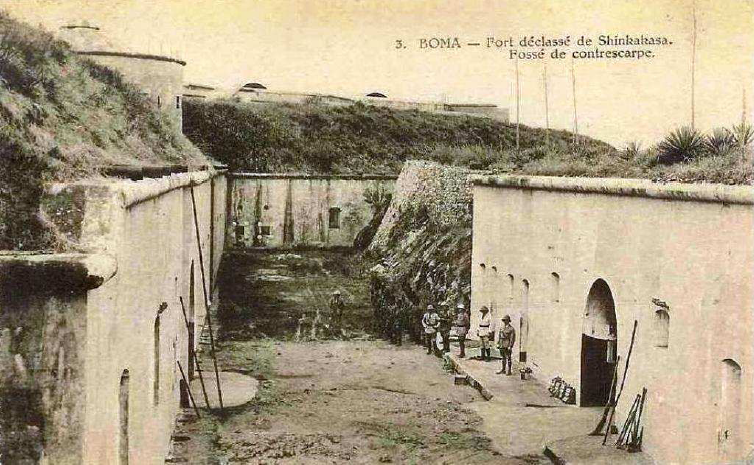
La contraescarpa del fuerte.

El fuerte fue diseñado en forma de flecha de dos lados por el ingeniero belga Émile Wangermée, que se inspiró en una fortaleza en Lieja diseñada por el general Henri Alexis Brialmont. Toma la forma de un cuadrilátero con zanjas defendidas por artillería en fila, colocadas en los ángulos contra el escarpe. Fue construido para controlar y defender el acceso al Río Congo de cualquier agresión, particularmente de los portugueses que ocuparon las cercanas Angola y Cabinda, y se temía que estas dos colonias portuguesas pudieran cortar el acceso del Estado Libre del Congo al Océano Atlántico. De hecho, los enfrentamientos entre las dos naciones se limitaron a intercambios de disparos entre baterías ligeras y barcos portugueses.

## El motín
Aproximadamente doscientos soldados de la Force Publique ocupaban el fuerte, en caso de emergencia, eran apoyados por un número parecido de auxiliares locales que por lo general, estaban formados por soldados de áreas lejanas, y para reducir el riesgo de que estos soldados se unieran y se rebelaran (como ocurrió durante la rebelión Batetela entre 1885 y 1887), se usaban soldados de diferentes orígenes étnicos que posiblemente eran opositores. Sin embargo, esto no impidió un importante motín el 17 de abril de 1900 bajo el liderazgo de los Tetela.
En 1903 fue expandido. Se mantuvo en funciones hasta 1960, hoy está abandonado y cubierto por la vegetación.

## Galería

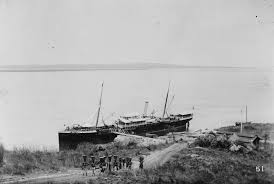
El barco SS Akassa desembarcando grava durante la construcción del fuerte.
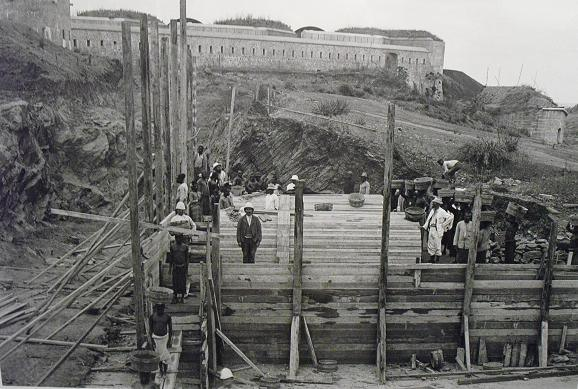
La construcción, 1899
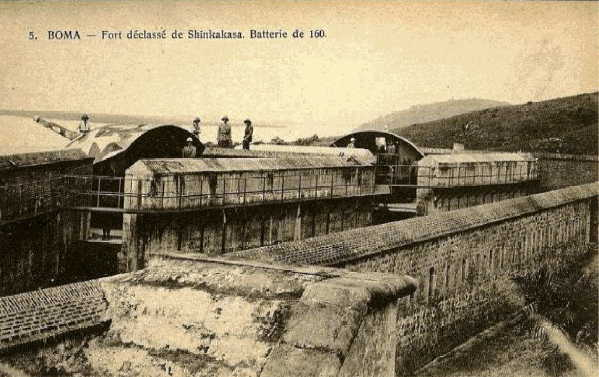
Un cañón perteneciente al fuerte.
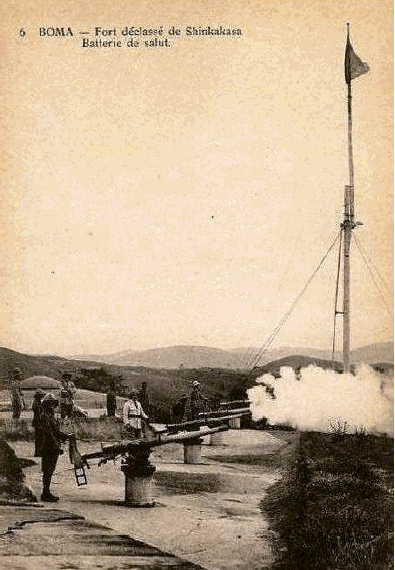
La artillería del fuerte.
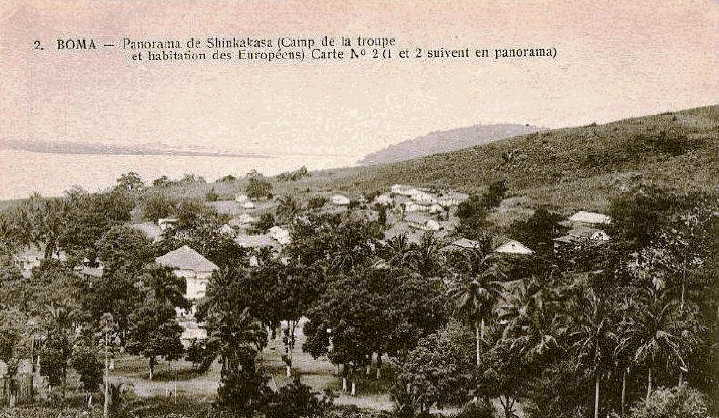
Boma en 1901.
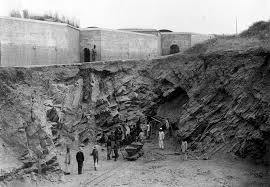
La construcción, 1899
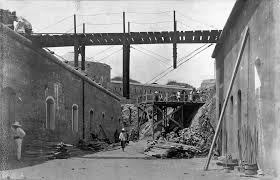
La construcción, 1899